# Kobieta z wydm (film)
Kobieta z wydm (jap. 砂の女 Suna no onna) – japoński dramat filmowy z 1964 roku w reżyserii Hiroshiego Teshigahary. Adaptacja powieści Kōbō Abego o tym samym tytule. Zdjęcia kręcono na wydmach w prefekturze Tottori.
W 1964 film stał się oficjalnym japońskim kandydatem do rywalizacji o 37. rozdanie Oscara w kategorii najlepszego filmu nieanglojęzycznego.

## Fabuła
Niki Junpei (Eiji Okada), entomolog amator, korzystając z kilku dni wolnego, jedzie nad morze. Przemierza wydmy z nadzieją, że uda mu się odkryć nowy gatunek owadów. Ponieważ spóźnia się na ostatni autobus, postanawia skorzystać z gościny miejscowych wieśniaków. Po sznurowej drabince Junpei schodzi do głębokiej jamy w wydmie. Tam czeka młoda kobieta (Kyōko Kishida), która mieszka w drewnianej chatce, podaje kolację i rozściela posłanie. Rankiem okazuje się, że sznurowa drabinka zniknęła, a on zostaje uwięziony. Chatka, w której mieszka kobieta jest cały czas zasypywana przez lotne piaski, z którymi kobieta jest zmuszona walczyć. Walki nie można zaprzestać, ponieważ piasek grozi zagładą całej wiosce. Mężczyzna pomaga jej w tej pracy. Codzienna walka z piaskiem, szacunek dla chłopów broniących swych siedzib, wreszcie erotyczna fascynacja młodą wdową, każą mu się zastanowić się nad ostateczną wartością ludzkich czynów. Gdy kobietę odwożą przed porodem do szpitala, mężczyzna odzyskuje wolność, ale decyduje się powrócić do chaty.

## Główne role
- Kyōko Kishida - kobieta
- Eiji Okada - entomolog Niki Junpei
- Hiroko Itō - żona Nikiego Junpeia (we wspomnieniach)
- Kōji Mitsui
- Sen Yano
- Ginzō Sekiguchi